# 邊界關卡

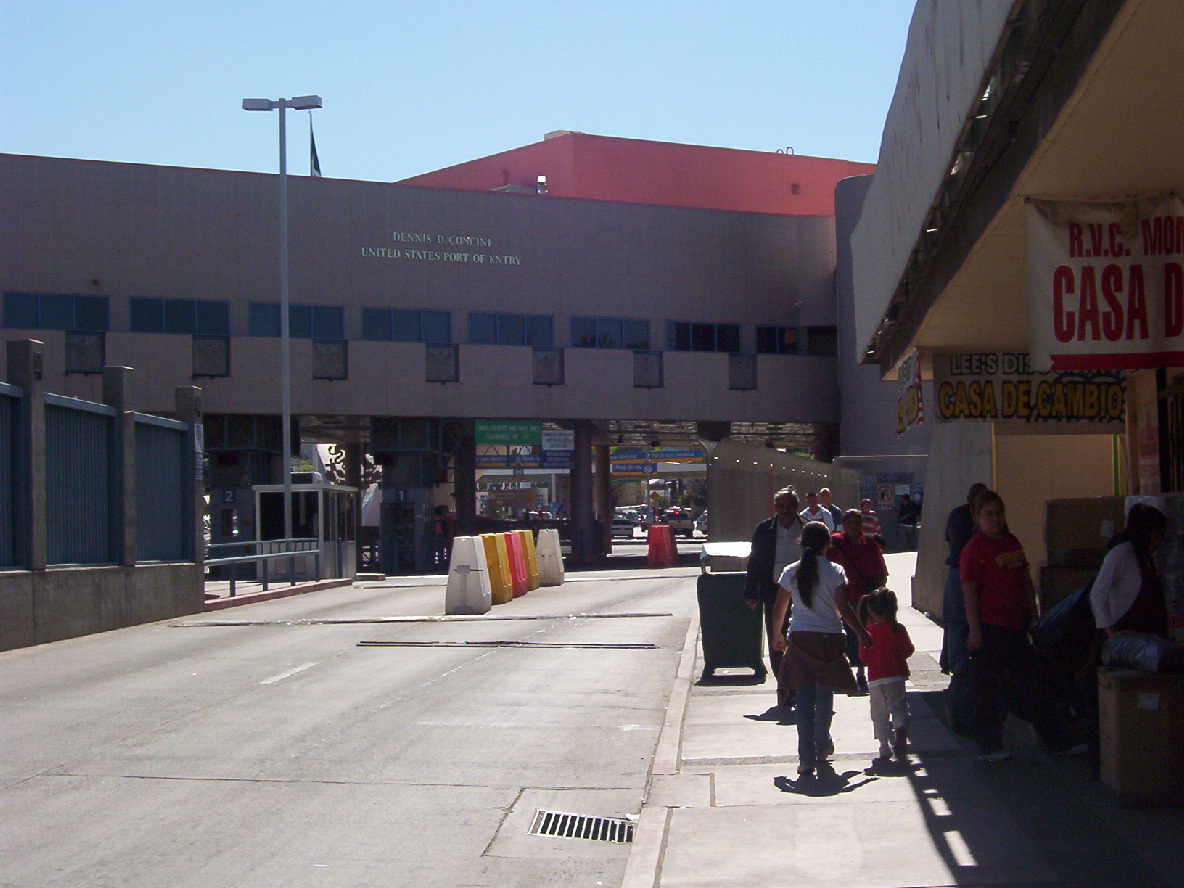
位於亞利桑那州諾加利斯的美國與墨西哥邊界檢查站

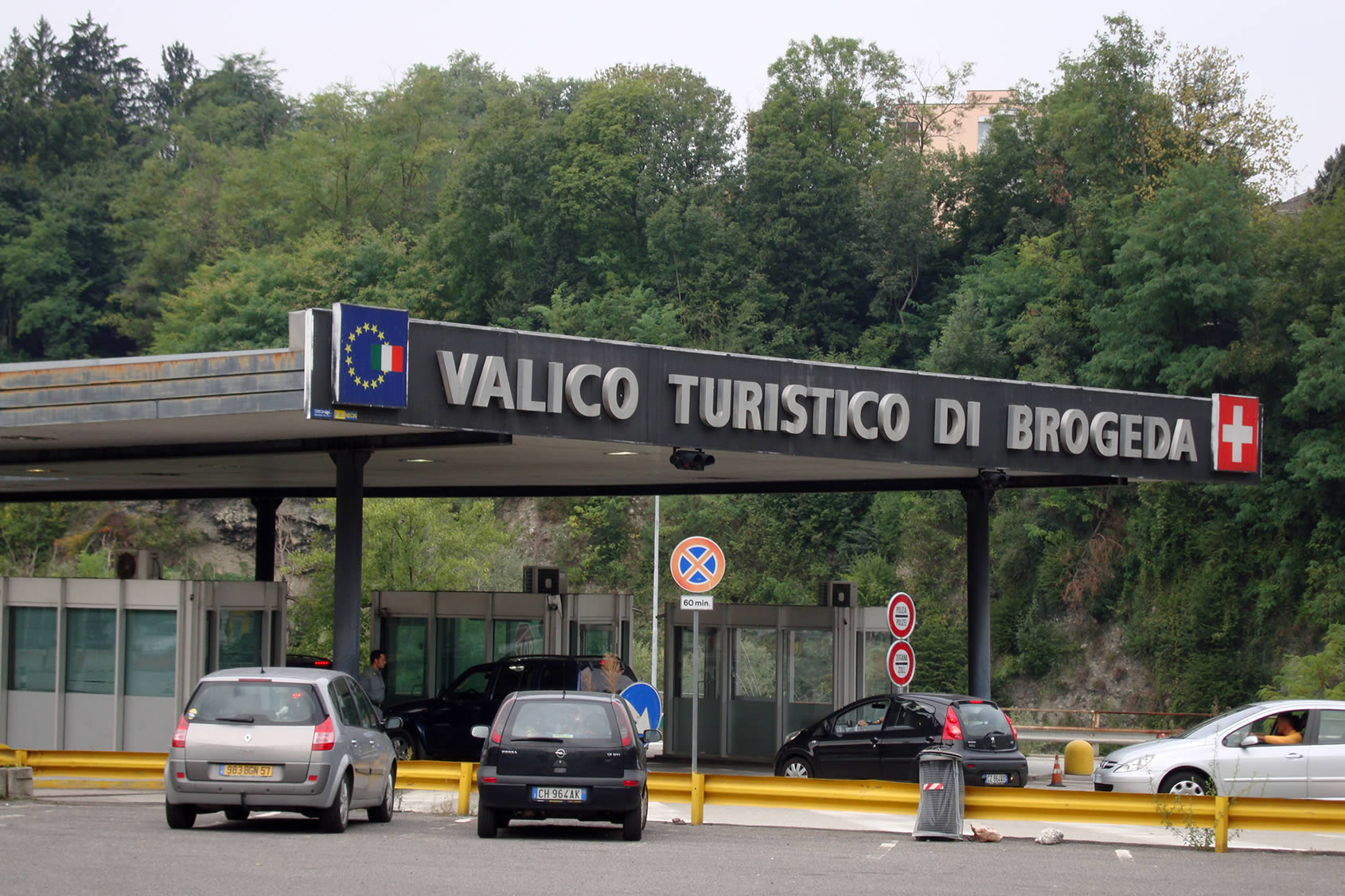
義大利與瑞士邊界的檢查站，此檢查站在瑞士加入申根條約後僅有海關官員做抽檢

邊境管制站，亦稱邊界關卡、國境檢問所，是人口和物品進出邊界接受檢查的地方。人口和物品通常需要許可穿越邊界關卡。
陸路邊界關卡的成立，通常由接壤邊界的政權認許，讓許可人口及物品進出管制的邊界。 各政權及國際組織成員國之間可實行國際協議，例如: 神根公約，減少、甚至取消相互之間的邊境管制站。 海、陸、空三路邊界關卡、及其他口岸的出入境、海關設施各有分別。
邊境關卡有執法人員駐防看守，通常用於兩種功能：
- 出入境官員負責檢查出入境的旅客，拒絕讓不受歡迎人物入境，和防止通緝犯離境。
- 關務官員負責防止走私非法物品，並代表國家徵收應課稅品稅款。